# Ilindenska-preobrazbena vstaja
Ilindenska-preobrazbena vstaja ali preprosto Ilindenska vstaja (bolgarsko Илинденско-Преображенско въстание, Ilindensko-Preobražensko vǎstanie; makedonsko Илинденско востание, Ilindensko vostanie; grško Εξέγερση του Ίλιντεν, Eksegersi tou Ilinden) je bila oborožena vstaja makedonskih Bolgarov proti Osmanskemu cesarstvu od avgusta do oktobra leta 1903. Vodila jo je Notranja makedonska revolucionarna organizacija (VMRO).
Upor v regiji Makedonija je prizadel večino osrednjega in jugozahodnega dela vilajeta Monastir, ki je prejel podporo predvsem lokalnih bolgarskih kmetov in do neke mere Aromunsko prebivalstvo v regiji. Začasna vlada je bila ustanovljena v mestu Kruševo, kjer so uporniki 12. avgusta razglasili Kruševsko republiko, ki je bila preplavljena že po desetih dneh. 19. avgusta je tesno povezana vstaja, ki so jo organizirali bolgarski kmetje v vilajetu Adrianople privedla do osvoboditve velikega območja v gorah Strandža in ustanovitve začasne vlade v mestu Vassiliko v državi Strandža. To je trajalo približno dvajset dni, preden so ga Turki zatrli. Vstaja je zajela tudi kosovski in Salonski vilajet.
Ko se je upor začel, so Osmani že aretirali ali ubili številne njegove najbolj obetavne potencialne voditelje, vključno z Ivanom Garvanovom in Gotsejem Delchevom, prizadevanja pa so v nekaj mesecih prenehala. Preživeli so uspeli ohraniti gverilsko kampanjo proti Turkom v naslednjih nekaj letih, vendar je bil njen večji učinek ta, da je prepričal evropske sile, da so poskusile prepričati osmanskega sultana, da mora do svojih krščanskih podanikov v Evropi zavzeti bolj spravljiv odnos.

## Ilindenska vstaja
Poročilo o datumih in podrobnostih upora je zapisal anarhistični avtor Georgi Kadžijev, ki ga je prevedel Will Firth. 28. julija so sporočilo poslali revolucionarnim gibanjem, čeprav so skrivnost hranili do zadnjega trenutka. Upor se je začel v noči na 2. avgust in je vključeval velike regije v Bitoli in njeni okolici, okrog jugozahoda današnje Severne Makedonije in nekaj severa Grčije. Tisto noč in zgodaj naslednje jutro je mesto Kruševo napadlo in zajelo 800 upornikov. Po treh dneh bojev, ki jim je sledilo obleganje, ki se je začelo 5. avgusta, so mesto Smilevo zajeli uporniki. Mesto Kleisoura blizu Kastorije so uporniki zavzeli približno 5. avgusta. 14. avgusta so pod vodstvom Nikole Puškarova nekatere skupine v bližini Skopja napadle vojaški vlak in ga iztirile. V Razlogu se je pridružilo prebivalstvo. To je bilo vzhodneje, v Pirin Makedoniji v današnji Bolgariji.
4. avgusta je bila pod vodstvom Nikole Kareva ustanovljena lokalna uprava, imenovana Kruševska republika. Istega in naslednjega dne so turške čete neuspešno poskušale zavzeti Kruševo. 12. avgusta je po bitki pri Slivi sila 3500 osmanskih vojakov zavzela in požgala Kruševo. Uporniki so ga imeli le deset dni. Osmani so Kleisouro dokončno zajeli 27. avgusta.
Druge regije so vključevale Ohrid, Florino in Kičevo. V solunski regiji so bile operacije veliko bolj omejene in brez večjega lokalnega sodelovanja, deloma zaradi nesoglasij med frakcijami Notranje makedonske revolucionarne organizacije (IMRO). Tudi na območju Prilepa, takoj vzhodno od Bitole, ni bilo vstaje.
Razlog, zakaj je bila vstaja strateško izbrana v vilajetu Bitola in širši jugozahodni regiji Makedonije, je bil v tem, da je bila najbolj oddaljena od Bolgarije in skušala Velikim silam pokazati, da je bila vstaja zgolj makedonskega značaja in pojava. Po mnenju enega od ustanoviteljev IMARO - Petra Poparsova je bila ideja, da bi se držali distancirano od Bolgarije, zato, ker bi vsak sum njenega vmešavanja lahko škodoval obema stranema: Bolgariji in organizaciji. Dejansko se je vstaja kmalu razširila na sosednje kosovske vilajete, Solun in Adrianople (v Trakiji).

### Vstaja Krastovden
- Milice, ki so delovale v regiji Seres, na čelu z Janejem Sandanskim in uporniškim oddelkom vrhovnega komiteja, so obvladale veliko turško silo. Te akcije so se začele na dan Križevega praznika (v bolgarskem Krastovdnu, 27. septembra) in niso vključevale lokalnega prebivalstva tako kot v drugih regijah, bile pa so vzhodno od Monastirja in zahodno od Trakije.

Na območjih, ki so zajemala vstajo leta 1903, so bili albanski vaščani v položaju, da jim grozi četa IMRO ali pa so jih osmanske oblasti rekrutirale, da bi upor končale.

## Preobraženjski upor
Po mnenju Kadžijeva je bil glavni cilj vstaje v Trakiji podpirati vstaje zahodneje, tako da je vključil turške čete in jim preprečil prehod v Makedonijo. Številne operacije so bile diverzijske, čeprav je bilo zasedenih več vasi, regija v Strandži pa približno dvajset dni. To včasih imenujejo republika Strandža ali občina Strandža, vendar po mnenju hadžijeva nikoli ni bilo vprašanje državne moči v regiji Trakija.
- Delegati na kongresu Rodopskih gora.

Zjutraj 19. avgusta so bili napadi na vasi po vsej regiji, vključno z Vasiliko (danes Carevo), Stoilovo (blizu Malko Tarnovo) in vasi blizu Edirne.
- 21. avgusta je bil pristaniški svetilnik v Igneadi razstreljen.
- Okoli 3. septembra so močne otomanske sile ponovno vzpostavile svoj nadzor.
- Do 8. septembra so Turki obnovili nadzor in se počistili.

### Upor v Rodopskih gorah
V Rodopskih gorah, Zahodni Trakiji, se je upor izrazil le v nekaterih diverzijah čet v regijah Smoljan in Dedeagač.